# Казе Орјенти (Гросето)
Казе Орјенти је насеље у Италији у округу Гросето, региону Тоскана.
Према процени из 2011. у насељу је живело 20 становника. Насеље се налази на надморској висини од 487 м.